# Sipaliwini Airstrip
Sipaliwini Airstrip (ICAO: SMSI) is een landingsstrook (airstrip) in Suriname met een landingsbaan uit gras in de buurt van het dorp Sipaliwinisavanne, gelegen in het zuiden van het district Sipaliwini.
De landingsbaan werd in 1961 aangelegd in het kader van Operation Grasshopper en werd in 1962 voor het openbaar vliegverkeer opengesteld.